# Tuskar Rock
Ne doit pas être confondu avec Tusker Rock.
Tuskar Rock (« Rocher de Tuskar ») désigne un groupe de rochers  en mer d'Irlande au large de la côte sud-est du comté de Wexford, en Irlande. 
Il est surmonté du phare de Tuskar Rock mis en service en 1815.
Il est possible qu'il s'agisse du risque à la navigation le plus important de la côte irlandaise.
Dans cette zone se trouve 166 épaves répertoriées. Elle a aussi connu le crash du Vickers Viscount britannique, le vol 712 Aer Lingus le 24 mars 1968.